# All I Want Is You
All I Want Is You ist der letzte Song auf U2s 1988 erschienenem Album Rattle and Hum und wurde 1989 als vierte Single des Albums veröffentlicht. Es ist ebenfalls das Schlusslied des Films Rattle and Hum.

## Geschichte
In einem Interview erwähnte Bono, dass der Ausgangspunkt für All I Want Is You die Coda des Lieds With or Without You des vorhergehenden Albums The Joshua Tree sei.
All I Want Is You wurde in Großbritannien am 13. Juni 1989 als Single veröffentlicht. Als Grund gab Bono dafür an, dass in den Albumkritiken das Lied meistens ignoriert wurde. Bono sagte diesbezüglich:

“But the songs on it…Desire, Angel of Harlem, All I Want Is You. There’s no mention of All I Want Is You in any of the reviews – it’s better than With or Without You. We’ll probably have to release it as a single before people realise.”

„Aber die Songs darauf… Desire, Angel of Harlem, All I Want Is You. All I Want Is You wird in keiner der Kritiken erwähnt – es ist besser als With or Without You. Wir müssen es wahrscheinlich erst als Single veröffentlichen, damit die Leute es wahrnehmen.“

Die B-Seite enthält die Coverversion des Lieds Unchained Melody sowie ein Cover des Songs Everlasting Love von The Love Affair. Die Single erreichte Platz 4 der UK Top 40 und Platz 2 in Australien. In den US-amerikanischen Billboard Hot 100 erreichte das Lied Platz 83.
1994 erschien All I Want Is You auf dem Soundtrack des Films Reality Bites – Voll das Leben. Durch den Film gewann das Lied erneut an Popularität, was zu einer Neuveröffentlichung im selben Jahr führte. Dabei erreichte der Song Platz 38 in den US Top 40 Mainstream Charts.

## Musikalisches

(Hörbeispiel: Herunterladen, Informationen) Alternierende A-Dur- und D-Dur-Akkorde aus dem Beginn von All I Want Is You.

Das Lied ist in A-Dur geschrieben und besteht größtenteils aus alternierenden A-Dur- und D-Dur-Akkorden. Des Weiteren verwendet The Edge auch den Delay-Effekt, mit dem ein echoähnlicher Klang der einzelnen Töne erzielt werden kann.
In All I Want Is You nutzt er ein 425-ms-Delay, das nicht mit dem Tempo des Songs übereinstimmt, das bei 94 bpm liegt. Dies ist ungewöhnlich, da The Edge normalerweise ein 3/16-Delay benutzt, was in diesem Fall 484 ms entsprochen hätte. Dieses Echo wäre aber so verzögert gewesen, dass man es nicht mehr mit der Originalnote in Verbindung hätte bringen können. Deshalb wählte The Edge dieses etwas kürzere Delay. Die Verwendung des Delay-Effekts erklärt The Edge damit, dass es ihm eine unlimitierte Vielzahl an musikalischen Konstruktionen ermöglicht.

(Hörbeispiel: Herunterladen, Informationen, Volles Notenbeispiel) Varianten von A-Dur- und D-Dur-Akkorden mit The Edge’s Delay Effekt, die den Refrain von All I Want Is You abschließen.

Darüber hinaus ist auch Bonos Gesang mit einem Delay-Effekt versehen, der bei 125 ms liegt.
Für die Aufnahme des Songs arrangierte der US-amerikanische Musiker Van Dyke Parks ein Streichorchester.

## Das Musikvideo

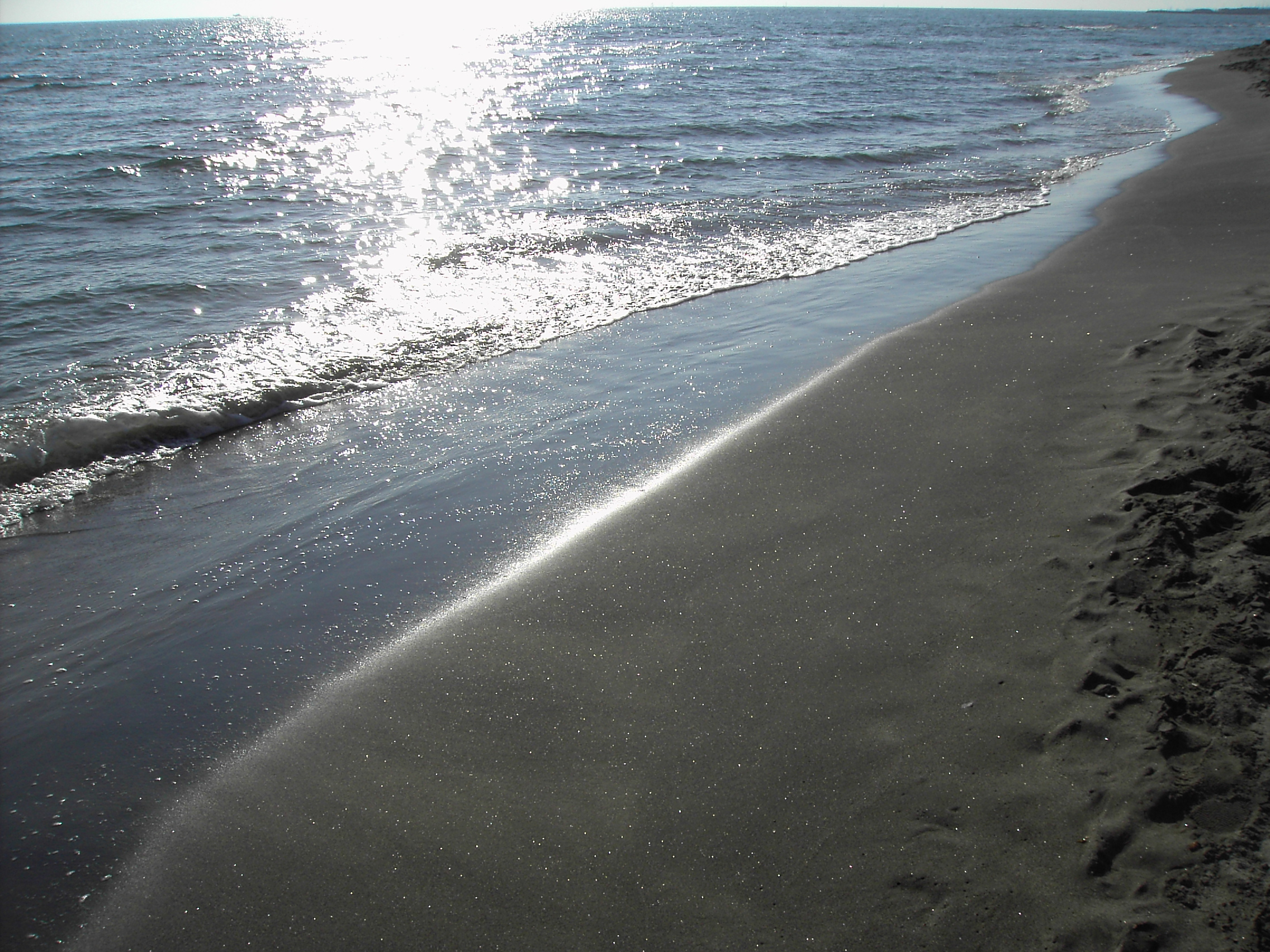
Der Drehort des Musikvideos: der Strand von Lido di Ostia

Das Musikvideo wurde unter der Regie von Meiert Avis am 18. April 1989 in Lido di Ostia, nahe Rom, als Schwarzweißfilm gedreht. Barry Devlin schrieb das Drehbuch für das Video, das eine cineastische Annäherung an das Lied darstellt. Die U2-Bandmitglieder tauchen dabei nur in kurzen Cameo-Auftritten auf.
Das Video erzählt die Geschichte eines Kleinwüchsigen (gespielt von Paolo Risi), der sich in eine Trapezkünstlerin (gespielt von Paola Rinaldi) verliebt. Die Beerdigungsszene am Ende des Videos führte zu Diskussionen zwischen Fans, wer gestorben sei. In einem Fernsehinterview mit The Edge (MTV Europe, MTV’s Greatest Hits, 11. November 1991) erklärte der U2-Gitarrist, dass die Trapezkünstlerin im Video gestorben sei.
In einem Interview sagte Bono über das Video:
Viele Videos versuchen die Lieder zu erklären, wohingegen das hier mehr eine Art Parallele zu dem Song ist. Es ist einfach eine Geschichte über Sehnsucht und Begierde.
Ergänzend fügte The Edge hinzu:
Wissen Sie, die lyrische Bildersprache und die cineastische Bildersprache haben häufig nicht dieselbe Wirksamkeit. Deshalb benutzen wir die Geschichte von Gianni, dem Zirkuszwerg, und Rosa, der schönen Trapezkünstlerin, als eine Methode, um das Thema des Liedes durch diese Geschichte zu erklären. Wirklich, die Verknüpfung ist, dass beide vom Unerreichbaren handeln.
Das Video ist eine Hommage an Federico Fellini, der synchron dazu seinen letzten Film Die Stimme des Mondes (La voce della luna) nur wenige Meilen vom Drehort des Musikvideos drehte. Es ist auch eine Hommage an Tod Brownings 1932 erschienenen Film Freaks.

## Coverversionen
- All I Want Is You wurde im Jahr 2002 von der irischen Girlgroup Bellefire auf ihrem Debütalbum After the Rain als Coverversion veröffentlicht. Mit Platz 3 in den irischen Charts wurde es ihre erfolgreichste Single.

- Im Jahr 1999 coverte das Royal Philharmonic Orchestra das Lied für ihr Album Pride: The Royal Philharmonic Orchestra Plays U2.

- The Mission coverte das Lied auf dem Sampler We Will Follow: A Tribute to U2 im Jahr 1999.

- Der Song wurde auch von Les Paul und Johnny Rzeznik von den Goo Goo Dolls auf ihrem 2005 erschienenem Album Les Paul & Friends: American Made World Played gecovert.

- Im Jahr 2004 coverte Jars of Clay das Lied auf ihrem Tributalbum In the Name of Love: Artists United for Africa.

- Mark Sholtez coverte das Lied in einer Jazzversion auf seinem Debütalbum Real Street.

- Glen Campbell coverte das Lied auf seinem Album Meet Glen Campbell im Jahr 2008.

## Titellisten
MC: Island / CIS422 (UK)
1. All I Want Is You (Single Edit) (4:14)
2. Unchained Melody (4:52)
3. Everlasting Love (3:20)

7": Island / IS422 (UK)
1. All I Want Is You (Single Edit) (4:14)
2. Unchained Melody (4:52)
3. Everlasting Love (3:20)

12": Island / 12IS422 (UK)
1. All I Want Is You (Single Edit) (4:14)
2. Unchained Melody (4:52)
3. Everlasting Love (3:20)

CD: Island / CIDP422 (UK)
1. All I Want Is You (Single Edit) (4:14)
2. Unchained Melody (4:52)
3. Everlasting Love (3:20)
4. All I Want is You (6:30)

## Chartplatzierungen
| ChartsChartplatzierungen       | Höchstplatzierung | Wochen |
| ------------------------------ | ----------------- | ------ |
| Vereinigtes Königreich (OCC)   | 4 (6 Wo.)         | 6      |
| Vereinigte Staaten (Billboard) | 83 (4 Wo.)        | 4      |
| Irland (IRMA)                  | 1 (6 Wo.)         | 6      |

## Kritiken
Rolling Stone: Rattle und Hum beruhigt sich zu einem Abschluss mit der Ballade All I Want Is You, einer rührenden Darstellung von unbefriedigtem Verlangen, das mit einer eloquenten Streichorchester-Aufstellung von Van Dyke Parks begleitet wird.
The Boston Globe: All I Want Is You beschließt die LP mit einem prachtvollen Ende, mit Van Dyke Parks Streicherarrangement, das den Song in den Rock-’n’-Roll-Himmel befördert. Wenn die Noten ausklingen, ist die Erkenntnis deutlich: Keine Rockgruppe ist sich ihrem Ursprung auf der einen Seite so treu geblieben, und hat sich auf der anderen Seite so auffallend weiterentwickelt wie diese.